# Sierra Leone aux Jeux du Commonwealth
La Sierra Leone participe aux Jeux du Commonwealth depuis les Jeux de 1958 à Cardiff. Ayant participé initialement de manière ponctuelle, le pays a pris part à tous les Jeux depuis 1990 (y compris durant la guerre civile de 1991 à 2002, certains athlètes refusant alors de retourner au pays), mais n'a encore jamais remporté de médaille. 